# Familia Moltke

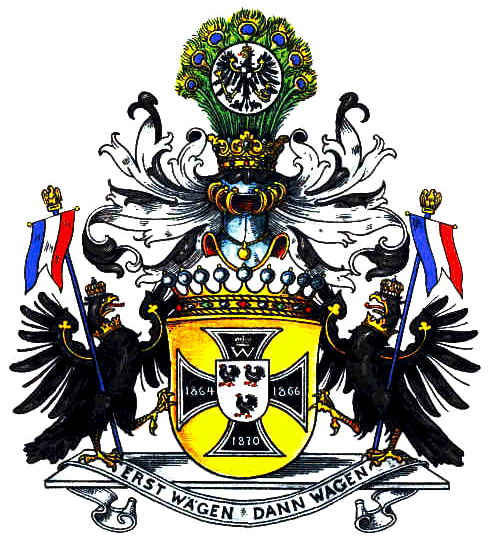
Escudo de armas de los Condes von Moltke.

La familia Moltke es una antigua familia noble alemana. La familia era originalmente de Mecklemburgo, pero aparte de Alemania, algunas ramas de la familia también residieron en Escandinavia. Miembros de la familia han destacado como estadistas, oficiales militares de alto rango y como importantes terratenientes en Dinamarca y Prusia.

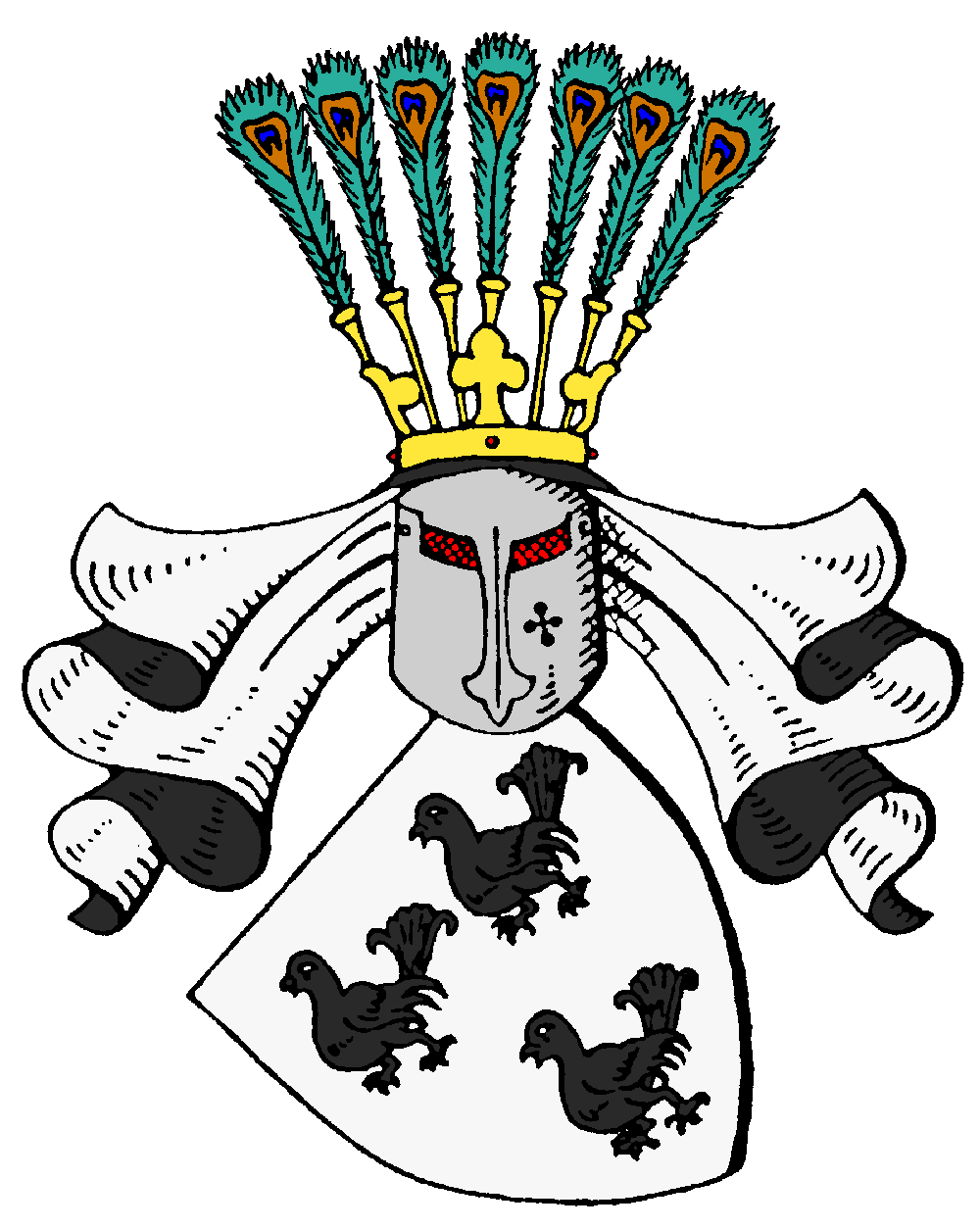
Escudo de armas de los Moltke.

## Historia
La familia desciende de Fridericus Meltiko, un caballero de Mecklemburgo que vivió a mediados del siglo XIII. La familia recibió el título de conde el 13 de diciembre de 1834 en Dinamarca. También fueron creados condes en Prusia el 17 de febrero de 1868 por el rey Guillermo I de Prusia.

## Miembros notables

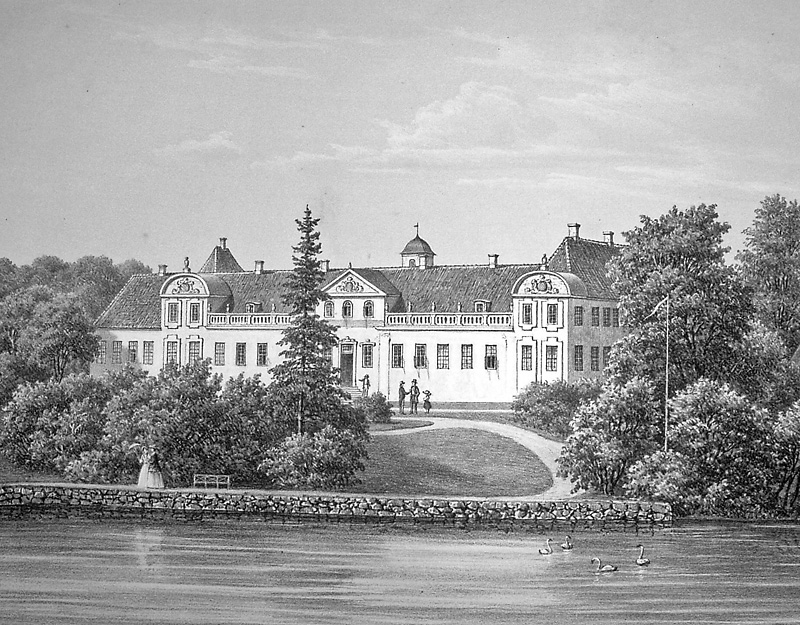
Castillo de Bregentved en Dinamarca, todavía en posesión de la familia.

- Adam Gottlob Moltke  (1710-1792), cortesano danés, estadista y diplomático
- Caspar Moltke (1738-1800), general danés
- Joachim Godske Moltke (1746-1818), Primer Ministro de Dinamarca, hijo de Adam Gottlob Moltke
- Friedrich Philipp Victor von Moltke (1768-1845), teniente general alemán en el servicio danés
- Adam Wilhelm Moltke (1785-1864), Primer Ministro danés, hijo de Joachim Godske Moltke
- Helmuth von Moltke (el Viejo) (1800-1891), Jefe del Estado Mayor Prusiano (y después del Estado Mayor Alemán)
- Adam Friedrich Adamson von Moltke (1816-1885), jurista administrativo danés y presidente de distrito
- Kuno von Moltke (1847-1923), general alemán
- Helmuth von Moltke (el Joven) (1848-1916), Jefe del Estado Mayor Alemán
- Otto von Moltke (1851-1881), oficial militar germano-danés y chileno
- Heinrich Karl Leonhard von Moltke (1854-1922), vicealmirante germano-danés en la Marina Imperial Alemana
- Harald Moltke (1871-1960), pintor y explorador ártico danés
- Hans-Adolf von Moltke (1884-1943), diplomático alemán
- Else Moltke (1888-1986), escritora y feminista danesa
- Erik Moltke (1901-1984), historiador de arte danés
- Helmuth James Graf von Moltke (1907-1945), jurista alemán, pacifista, jefe del antinazi Círculo de Kreisau, ejecutado por traición por albergar un grupo que planeaba crear una democracia tras la caída del Tercer Reich
- Gebhardt von Moltke (1938-2019), diplomático alemán
- James von Moltke (1970- ), banquero alemán, actual jefe del Deutsche Bank
- Carl Moltke (1869-1935), político y embajador danés (alemán de nacimiento)
- Conde Carl Adam Moltke (1908-1989), Miembro de la Misión Danesa en Naciones Unidas
- Alexandra Isles (1945-) (de nacimiento Moltke), actriz, modelo y antigua amante de Claus von Bülow.[2][3]

## Lugares
- Cabo Harald Moltke, Groenlandia Septentrional
- Cabo Moltke, Sureste de Groenlandia